# Theodore Annemann
Theodore „Theo“ Annemann, auch Ted Annemann, eigentlich Theodore John Squires (* 22. Februar 1907 in East Waverly, Tioga County, New York; † 12. Januar 1942 in Manhattan, New York City), war ein amerikanischer Zauberkünstler und Mentalist.

## Leben und Werk
Der ehemalige Bahnbedienstete startete seine Showkarriere als Tenorsänger und Assistent eines konventionellen Zauberkünstlers. Seinen Künstlernamen leitet er vom zweiten Ehemann seiner Mutter Stanley Anneman ab. Er spezialisierte sich in den 30er Jahren auf Kunststücke, die Gedankenlesen, Hellsehen u. ä. simulierten, die er perfektionierte und damit einen neuen Stil kreierte. Annemanns stilbildende Präsentation eines scheinbar übersinnlich Begabten wurde durch seinen Kollegen Joseph Dunninger als Mentalmagie bekannt. Berühmt wurde Annemann durch seine dramatische Version des u. a. von Jean Eugène Robert-Houdin gezeigten Kugelfangs (bullet catch), bei dem er ein markiertes und dann auf ihn abgefeuertes Projektil mit dem Mund auffing, wobei er scheinbar blutete.
1934 wurde er Herausgeber der Fachzeitschrift „The Jinx“, die auf entsprechend bizarre Kunststücke spezialisiert war und in 151 Ausgaben von Oktober 1934 bis Oktober 1941 erschien. Um das Interesse am folgenden Heft zu stimulieren, kündigte er sensationelle Effekte an, zu deren Realisierung er entsprechende Tricks erst nachträglich seiner eigenen Vorgabe entsprechend ersann. Aus Annemanns Material entstanden nach seinem Tod Zauberbücher, die zu Klassikern wurden.
Annemann beging im 35. Lebensjahr aus nicht bekannten Gründen Suizid. Er soll unter Lampenfieber, Alkoholismus und Selbstzweifeln gelitten haben und insbesondere verunsichert gewesen sein, ob das Publikum seine Methoden durchschauen würde. Hinzu kamen zwei gescheiterte Ehen.

## Tricksammlungen (Auswahl)
- Sh-H-H--! It's a Secret. New York: Louis Tannen (o. J.)
- Annemann's complete one man mental and psychic routine. New York: Max Holden, 1935.[7]
- Annemann's Mental Bargain Effects, 1935. (Neuauflage von Max Holden, New York, Boston, Philadelphia: ca. 1960).
- Annemann’s Miracles of Card Magic. Holden, New York / Bosten / Philadelphia 1942. (Digitalisat im Internet Archive).
- Annemann's Practical Mental Effects. Holden's Magic Shops, 1944. (Reprint als Practical Mental Magic. Dover Publications Inc., 1983 und 2003. ISBN 978-0-48624-426-6)
- Max Abrams (Hrsg.): Annemann. The life and times of a legend. L & L Publications, Tahoma, California 1992. (Enthält auf 621 Seiten Tricksammlung, englisch).
- The lost notebooks of John Northern Hilliard. Washington: Genii Corporation, 2001 (Beiträger)